# Wet administratiefrechtelijke handhaving verkeersvoorschriften
De Wet administratiefrechtelijke handhaving verkeersvoorschriften (bijgenaamd de wet Mulder) bepaalt in Nederland voor veel verkeersovertredingen dat deze volgens het bestuursrecht worden afgedaan, niet volgens het strafrecht. De bijnaam verwijst naar Albert Mulder (1916-1995), de voormalig secretaris-generaal van het ministerie van Justitie die de commissie leidde die de wet ontwierp.

## Achtergrond
Vóór invoering van deze wet vonden bekeuringen strafrechtelijk plaats als een transactievoorstel. Dit is een voorstel van de politie of het Openbaar Ministerie (OM) om een zaak niet te vervolgen, indien een bedrag (boete) werd betaald. Was een burger het er niet mee eens, dan hoefde hij niets te doen, maar kon hij de vervolging afwachten (wel met het risico dat hij uiteindelijk een hogere boete zou krijgen). Aangezien verkeersovertredingen als te hard rijden, dubbel parkeren, kleven, door rood rijden, geen voorrang verlenen etc. erg vaak voorkomen, leidde dit tot overbelastingsgevaar voor het OM. De zaak rekken door niet te betalen kon lonen, en van uitstel kwam misschien wel afstel. In 1989 is daarom besloten deze overtredingen administratiefrechtelijk af te handelen. Dit betekent dat niet meer het Wetboek van Strafrecht en Wetboek van Strafvordering van toepassing zijn.

## Inhoud
Ter zake van de in de bijlage bij de wet omschreven gedragingen zonder letsel of schade die in strijd zijn met op het verkeer betrekking hebbende voorschriften gesteld bij of krachtens de Wegenverkeerswet 1994 (dus ook die in het Reglement verkeersregels en verkeerstekens), de Wet aansprakelijkheidsverzekering motorrijtuigen, de Provinciewet of de Gemeentewet, kunnen administratieve sancties worden opgelegd. In dat geval is er geen strafrechtelijke vervolging. Voor elke gedraging bepaalt de bijlage de aan de Staat te betalen geldsom (bestuurlijke boete). Deze is per gedraging niet meer dan het maximumbedrag van de strafrechtelijke geldboete van de eerste categorie (€ 450).
Er komen administratiekosten bij. De inning gebeurt door het Centraal Justitieel Incassobureau.
De betreffende overtredingen worden Mulderovertreding, Muldergedraging of Mulderfeit genoemd. De administratieve sanctie wordt opgelegd bij een gedagtekende beschikking (niet te verwarren met een strafbeschikking). De beschikking bevat een korte omschrijving, onder verwijzing naar feitcode en het bedrag van de administratieve sanctie, de datum en het tijdstip waarop, alsmede de plaats waar de gedraging is geconstateerd. Zo mogelijk wordt direct een aankondiging van de beschikking uitgereikt aan degene tot wie zij zich richt, of wordt deze achtergelaten in of aan het motorrijtuig. De bekendmaking van de beschikking geschiedt binnen vier maanden nadat de gedraging heeft plaatsgevonden, door toezending van de beschikking aan het adres dat betrokkene heeft opgegeven of, indien dat niet mogelijk is en de gedraging heeft plaatsgevonden met of door middel van een motorrijtuig waarvoor een kenteken is opgegeven, aan het adres dat is opgenomen in het kentekenregister.
De Algemene wet bestuursrecht is van toepassing, naast de wet die is overtreden. De officier van justitie geldt als bestuursorgaan en heeft het recht van parate executie. Wie niet betaalt zal hierdoor via een deurwaarder met executiemaatregelen worden geconfronteerd. Niet op tijd betalen kan er ook toe leiden dat de boete(s) hoger worden.

## Beroep
Wie van mening is dat de boete onterecht is opgelegd, kan administratief beroep (Mulderberoep) instellen bij de officier van justitie via de Centrale Verwerking Openbaar Ministerie (CVOM), Afdeling Mulder (soms wordt dit "bezwaar" genoemd, ter onderscheiding van "beroep" in de zin van het hierna vermelde). Wordt dit afgewezen, dan kan de burger via hetzelfde adres beroep instellen bij de kantonrechter van de rechtbank. Deze neemt echter de zaak pas in behandeling indien als met zekerheid de boete voldaan is. Als de burger door de OvJ of de kantonrechter in het gelijk gesteld wordt krijgt hij de betaalde boete terug. Mocht hij in het ongelijk worden gesteld dan staat hoger beroep open bij het Gerechtshof Arnhem-Leeuwarden. Dit kan alleen wanneer de opgelegde boete hoger is dan € 110. In bijzondere gevallen is het ook mogelijk om bij een lagere boete hoger beroep in te stellen, het zogenoemde doorbreken van het appelverbod. Dit kan als overduidelijk sprake is van een justitiële dwaling van de kantonrechter.
De boete kan in deze procedures niet hoger worden.

## Cautie
Sinds 2013 moet in alle Wahv-zaken waarbij sprake is van een staandehouding voorafgaand aan een mondelinge ondervraging, de cautie worden gegeven. Het enkele feit dat de cautie niet is verleend hoeft niet te leiden tot vernietiging van de sanctie, maar heeft wel tot gevolg dat de verklaring niet mag worden betrokken bij de beoordeling of de gedraging is komen vast te staan. De ambtsedige verklaring van een aangewezen ambtenaar biedt echter in beginsel voldoende grondslag voor de vaststelling van de gedraging.

## Kritiek
Critici stellen dat een zwak punt van de procedure de parate executie is, die bijvoorbeeld ook door de politie kan worden uitgevoerd. Een bestuurder die een boete niet betaald heeft, kan daarvoor gesignaleerd worden in het opsporingsregister en de politie kan bij aantreffen van deze persoon het voertuig waar hij op dat moment in rijdt als zekerheid voor het betalen van de boete buitengebruik worden gesteld. Dit terwijl, in voorkomende gevallen, nog niet is komen vast te staan of een dergelijk boete rechtmatig opgelegd is geweest. De procedure zou daarmee afbreuk doen aan bepaalde waarborgen van een goede procesorde, zoals de onschuldpresumptie.

## Diplomatieke immuniteit
In september 2014 werd door het Gerechtshof te Leeuwarden geoordeeld dat een buitenlandse diplomaat niet voor een verkeersovertreding kan worden vervolgd wegens zijn diplomatieke immuniteit.
In 2019 werd daarom een artikel 5c ingevoegd. Daarin wordt bepaald dat indien er geen administratieve sanctie kan worden opgelegd, omdat degene die ten tijde van de geconstateerde gedraging met of door middel van een motorrijtuig met een kenteken als bedoeld in artikel 4 van het Kentekenreglement (waarmee gedoeld wordt op het CD-kenteken) was ingeschreven in het kentekenregister immuniteit geniet op grond van het volkenrecht, de officier van justitie diens gegevens dan verstrekt aan de minister van Buitenlandse Zaken ten behoeve van het versturen van een notificatie aan deze kentekenhouder.